# Alice Solscher
Alice Louisa Hedwig Orff-Solscher (* 18. Februar 1891 in Hamburg; † 29. Juli 1970 ebenda) war eine deutsch-australische Opernsängerin (dramatischer Sopran) sowie Dozentin für Sprecherziehung in Wien und Hochschullehrerin an der
Hochschule für Musik und Theater in Hamburg.

## Leben
Alice Solscher wurde 1891 in Hamburg als Tochter des Kaufmanns Henry Emanuel Charles Solscher und seiner Ehefrau Alice Georgine geb. Cellier de Grigy geboren. Sie besuchte das Hamburger Konservatorium in den Fächern Gesang, Klavier und Musiktheorie. 1915 heiratete sie in Hamburg den Kaufmann Hans Gottfried Heuser (* 1886). Die Ehe wurde 1919 geschieden.
1917 ging sie in die Schweiz und sang fünf Jahre lang die Oper in Brand, wobei ihr Repertoire 35 verschiedene Werke umfasste. 1920 kam sie nach München und heiratete den Komponisten Carl Orff. Im Februar 1921 wurde die Tochter Odela, spätere Bühnenschauspielerin Godela Orff-Büchtemann, geboren. Dann verließ sie die Bühne und ging nach Berlin, um ihr Gesangsstudium fortzusetzen. 1924 war Alice Orff-Solscher Opernsängerin beim Ensemble des Staatstheaters in Mainz. Im Januar 1925 trat sie als Gast auf der Bühne des Badischen Landestheaters in Karlsruhe mit den Opern Aida und Fidelio auf. Im Jahr 1927 wurde die Ehe mit Carl Orff geschieden. 1930 reiste Alice Orff-Solscher nach Melbourne, um ihre Karriere fortzusetzen. und wo sie im November desselben Jahres in einem großen Wagner-Konzert in Melbourne sang. Sie gehörte zum Lehrpersonal des Konservatorium der Universität Melbourne. Im März 1931 wurde am Konservatorium der Universität Melbourne eine Opernklasse unter Leitung von Alice Orff-Solscher gegründet. Sie wirkte bei der Aufführung von Carmen, Tosca, Messiah und Faust (Gounod) mit.
Von 1944 bis 1945 unterrichtete sie Sprecherziehung im Bereich der Musikpädagogik an der Reichshochschule für Musik in Wien. In den Jahren 1960–1963 unterrichtete sie als Hochschullehrerin in der Hochschule für Musik und Theater in Hamburg, wo Claus Boysen studierte.